# Famille Chemaly
La famille Chemaly (el-) ou Chemali (el-) est une famille catholique maronite du Liban établie au Kesrouan au XVIe siècle.

## Étymologie
Le patronyme Chemaly, étant surtout maronite, serait une adaptation de chamli (ܫܡܠܝ) qui, en syriaque, signifie établir, compléter et aussi baptiser, ordonner (un clerc),.

## Histoire
La famille Chemaly s’installe à Daroun au Kesrouan à la fin du XVIe siècle provenant de Byblos. Le patriarche maronite Étienne Douaihy écrit au XVIIe siècle dans son Histoire des temps (Tārīkh al-azminah) que le prêtre Jean fils d’El-Chemaly a bâti à Daroun une église Saint-Antoine et que son frère le prêtre Farah une église Notre-Dame.
Le patriarcat maronite n’était pas encore à son siège actuel de Bkerké. Le seigneur Khattar El-Khazen possédait à l'époque une partie de cette colline. Il bâtit une église puis achète un terrain forestier à la famille Chemaly et y construit un logement pour le prêtre. Un riche homme Nassar poursuit la construction et un prêtre Jean (probablement le même Jean cité plus haut) est désigné pour l’église, puis un autre prêtre de Daroun aussi. À la mort de Nassar, le patriarche Yaccob Awad avec l’accord de Khazen, remet ce nouveau couvent, l’église et les propriétés aux frères antonins de Saint Isaïe en 1720. Le patriarche Youssef Hobeiche convertit le couvent en résidence patriarcale en 1823 mettant fin à la vieille résidence du fond de la vallée sainte de Qadisha.
La famille Chemaly se constitue une ligue, au début du XXe siècle, pour regrouper ses membres présents au Liban et dans la diaspora. La ligue effectue une visite historique au patriarche Antoine Arida le 20 juin 1932 à Bkerké. Approuvée officiellement par le ministère de l’intérieur le 26 mai 1938, elle est l’une des premières ligues familiales et sociétés civiles reconnues avant l’indépendance du Liban en 1943. Le dernier conseil administratif est choisi en novembre 2016.

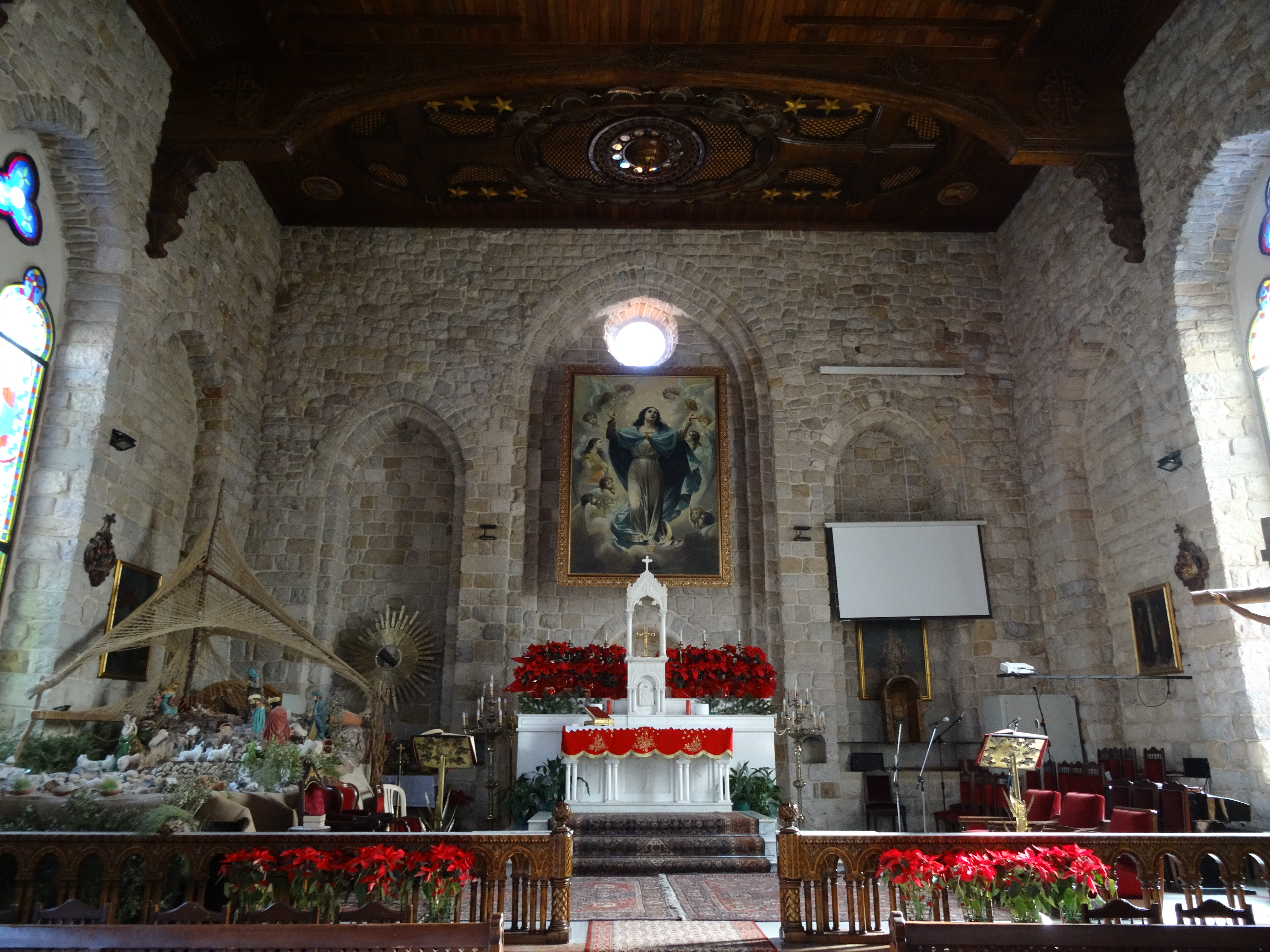
Église maronite Notre-Dame-de-l'Assomption à Daroun

## Personnalités
- Germanos Chemali (1828-1895), poète et théologien, archevêque maronite d’Alep (1892 -1895)[8]
- Béchara Chemali (1877-1927), né à Sehaileh, archevêque maronite de Damas (1920-1927)[9], initia le dossier de canonisation des frères Massabki martyrisés à Damas lors de persécutions en 1860[10],[11]
- Martinos « Martin » Chemaly (-1900), supérieur général de l’ordre libanais maronite (1895-1899)[12], fondateur d’écoles au Liban et du monastère Saint-Joseph Al-Dahr dont sainte Rafqa fut l’une des premières religieuses
- Éphrem Chemaly (1899-1980), prêtre de la congrégation des missionnaires libanais maronites[13], écrivain et juge ecclésiastique[14]
- Nematallah Chemaly (1882-1962), prêtre fondateur de la première école paroissiale maronite aux États-Unis[15],[16]
- Youhanna « Jean » Chemaly, premier curé de la paroisse maronite d'Achkout où il fit construire l’église Saint-Jean-Baptiste en 1797[14]
- Farah Chemaly, prêtre maronite, fit construire l’église Notre-Dame-de-l'Assomption à Daroun en 1631[4],[17],[18]
- Hanna « Jean » Chemaly, prêtre maronite, fit construire l’église Saint-Antoine à Daroun en 1632[4],[17],[18]
- Gebrael Chemali (1869-1939)[19], supérieur général de l'ordre mariamite maronite (1919-1938) et fondateur en 1926 du couvent Sainte-Thérèse à Sehaileh, premier du nom au monde[20], avec le support de Pie XI qui lui offrit des reliques de la sainte[21],[22]
- Assaad Mansour El-Chemali (1907- 4/10/1989), né à Sheilé Kesrouan. À fait ses études à la Faculté de droit et des sciences politiques de l'université Saint-Joseph de Beyrouth. Juge et Procureur General à Tripoli dans les années 1940.
- Dr Elias Mansour El-Chemali (1910-1998); Né à Sheilé – Kesrouan, médecin de très grande renommée et notoriété au Liban et plus particulièrement au Kesrouan. Il fut le médecin personnel des Lazaristes du collège Saint Joseph à Antoura (CSJA) dès les années 1940 et Jusqu'au années 1970.
- Antoine Chemaly, maire de Daroun-Harissa[23], jumelée avec La Garenne-Colombes en 2011[24]
- Roger Chemali, ancien directeur général de l'Éducation nationale et des beaux-arts au Liban[25], chevalier de la Légion d'honneur (1982)[26]
- Fouad Chemaly, président de l’ordre des Médecins du Liban (1975-1985)[27],[28]
- Nohad Assaad El-Chemali : Né en 1933, diplômé en Mathematiques (UL) et comptabilité, homme d'affaires remarquable et visionnaire. Il a fondé et présidé plusieurs entreprises et associations; Fondateur et president honorifique de  "lika Al Isnayn لقاء الاثنين" [traduction: Rencontre des Deux] – Keserwan". Lauréat de plusieurs distinctions et décorations dans divers domaines. Reconnu pour son ouverture aux autres et son soutien constant à la jeunesse et au dialogue Islamo-Chrétien. Il a relancé la ligue de la famille El-Chemali au Liban et en a été élu président à plusieurs reprises entre 1992 et 2010. Il a également été élu plusieurs fois président de l'Amicale des anciens du Collège Saint-Joseph – Aintoura entre 1990 et 2010 https://www.csja.edu.lb/.
- Rami Chemaly (1987-2010), candidat de la Star Academy 7
- Tony A.C. Chemaly (-2016), brigadier général en Afrique du Sud[29],[30]
- Chaker Chemaly, ancien président du syndicat des imprimeurs au Liban[31]
- Richard Chemaly, doyen honoraire de la Faculté de droit et des sciences politiques de l'université Saint-Joseph de Beyrouth, chevalier de l'Ordre national du Mérite (2003)[32]
- Jacqueline Chemaly née Auroy, professeur de collège, chevalier de l'Ordre national du Mérite (1997)[33]
- Chamoun Kallas Chemaly (1912-1995), colonel de gendarmerie, décoré des insignes de l'Ordre du Cèdre et de l'Ordre du Mérite libanais